# Собеня Вас
Собеня Вас (словен. Sobenja vas) — поселення в общині Брежиці, Споднєпосавський регіон, Словенія. Висота над рівнем моря: 253,2 м.